# Europees kampioenschap voetbal vrouwen 1991
Het Europees kampioenschap voetbal vrouwen 1991 was een voetbaltoernooi gehouden in Denemarken.
Het toernooi begon met de groepsfase. De achttien teams werden verdeeld over vijf groepen. Twee groepen van drie landen, waarvan er een doorging. En drie van vier landen, waarvan er twee doorgingen.

## Kwalificatie

### Groepsfase

#### Groep een
| Land          | Wed | Win | Gel | Ver | DV | DT | +/− | Pnt |
| ------------- | --- | --- | --- | --- | -- | -- | --- | --- |
| Nederland     | 4   | 3   | 1   | 0   | 17 | 0  | 17  | 7   |
| Ierland       | 4   | 2   | 1   | 1   | 6  | 3  | 3   | 5   |
| Noord-Ierland | 4   | 0   | 0   | 4   | 1  | 21 | −20 | 0   |

#### Groep twee
| Land      | Wed | Win | Gel | Ver | DV | DT | +/− | Pnt |
| --------- | --- | --- | --- | --- | -- | -- | --- | --- |
| Zweden    | 4   | 4   | 0   | 0   | 12 | 2  | 10  | 8   |
| Frankrijk | 4   | 2   | 0   | 2   | 6  | 7  | −1  | 4   |
| Polen     | 4   | 0   | 0   | 4   | 2  | 11 | −9  | 0   |

#### Groep drie
| Land      | Wed | Win | Gel | Ver | DV | DT | +/− | Pnt |
| --------- | --- | --- | --- | --- | -- | -- | --- | --- |
| Noorwegen | 6   | 5   | 1   | 0   | 12 | 0  | 12  | 11  |
| Engeland  | 6   | 2   | 3   | 1   | 4  | 2  | 2   | 7   |
| Finland   | 6   | 1   | 2   | 3   | 3  | 6  | −3  | 4   |
| België    | 6   | 1   | 0   | 5   | 1  | 12 | −11 | 2   |

#### Groep vier
| Land              | Wed | Win | Gel | Ver | DV | DT | +/− | Pnt |
| ----------------- | --- | --- | --- | --- | -- | -- | --- | --- |
| Duitsland         | 6   | 5   | 1   | 0   | 18 | 1  | 17  | 11  |
| Hongarije         | 6   | 3   | 1   | 2   | 7  | 7  | 0   | 7   |
| Tsjecho-Slowakije | 6   | 3   | 0   | 3   | 8  | 10 | −2  | 6   |
| Bulgarije         | 6   | 0   | 0   | 6   | 3  | 18 | −15 | 0   |

#### Groep vijf
| Land        | Wed | Win | Gel | Ver | DV | DT | +/− | Pnt |
| ----------- | --- | --- | --- | --- | -- | -- | --- | --- |
| Denemarken  | 6   | 5   | 1   | 0   | 18 | 2  | 16  | 11  |
| Italië      | 6   | 3   | 2   | 1   | 12 | 4  | 8   | 8   |
| Zwitserland | 6   | 1   | 1   | 4   | 3  | 17 | −14 | 3   |
| Spanje      | 6   | 0   | 2   | 4   | 3  | 13 | −10 | 2   |

### Kwartfinale
Uitslagen wedstrijd één en twee staan tussen haakjes.
| Noorwegen  | 4-1 (2-1, 2-0)        | Hongarije |  |
| Engeland   | 1-6 (1-4, 0-2)        | Duitsland |  |
| Denemarken | 1-0 (0-0, 1-0) (n.v.) | Nederland |  |
| Zweden     | 1-1 (u)* (1-1, 0-0)   | Italië    |  |

*: u betekent winst door uitgoals

## Eindtoernooi

### Halve finale
Hjörring
| Italië | 0-3 | Duitsland |  |

Frederikshavn
| Denemarken | 0-0 (p) | Noorwegen |  |

### Wedstrijd om de derde plaats
Aalborg
| Denemarken | 2-1 | Italië |  |

### Finale
Aalborg
| Duitsland | 3-1 (n.v.) | Noorwegen |  |

| UEFA Europees kampioenschap vrouwenvoetbal Winnaar 1991 |
| ------------------------------------------------------- |
|                                                         |
| DUITSLAND 2e titel                                      |